# Locustella accentor
El zarzalero del Kinabalu (Locustella accentor) es una especie de ave paseriforme de la familia Locustellidae endémica de Borneo.

## Distribución y hábitat
El zarzalero del Kinabalu se encuentra únicamente en las montañas de la isla de Borneo.